# 1994-es közgyűlési választások Baranya megyében
Az 1994-es megyei közgyűlési választásokat december 11-én bonyolították le, az általános önkormányzati választások részeként.
Baranya megyében a szavazásra jogosultak bő többsége, több mint százezer polgár ment el szavazni. A szavazók tizenhét szervezet jelöltjei közül választhattak.
A legtöbb szavazatot az MSZP listája kapta, második helyen az FKGP és a megyei Polgári Kör közös listája végzett. Az SZDSZ harmadik lett. A középmezőnyben az MDF, a Fidesz, a KDNP és a Baranyai Szövetség szerepelt. Egy-egy képviselővel bejutott még a megyeházára a Munkáspárt, a Köztársaság Párt és a komlóiak Városszépítő Egyesülete. Öt megyei szervezet viszont nem tudott képviselőt küldeni a közgyűlésbe.
Hosszas koalíciós egyeztetések után, az SZDSZ a jobboldali pártokkal kötött együttműködési megállapodást (FKGP-Polgári Kör, MDF, Fidesz, KDNP).
A közgyűlés új elnöke Werner József, az SZDSZ kistelepülési listavezetője lett.

## A választás rendszere
A megyei közgyűlési választásokat az országosan megrendezett általános önkormányzati választások részeként tartották meg. A szavazók a településük polgármesterére és a helyi képviselőkre is ekkor adhatták le a szavazataikat.
1994 őszén az országgyűlés alapvetően megváltoztatta a megyei közgyűlésekre vonatkozó választási eljárást.
A közgyűlési választásokon a községek, nagyközségek és városok polgárai szavazhattak. A megyei jogú városban élők – mivel nem tartoztak a megye joghatósága alá – nem vettek részt a megyei közgyűlés megválasztásában.
A megye területét két választókerületre osztották, az egyikbe a legfeljebb 10 ezer lakóval bíró kistelepülések, a másikba az ennél népesebb középvárosok tartoztak. A választásokon pártok, társadalmi, illetve nemzetiség szervezetek állíthattak listákat. A szavazatokat a két választókerületben külön-külön számolták össze és osztották el arányosan az adott kerületben az érvényes szavazatok 4%-át elérő szervezetek között.

### Választókerületek
|                                  | Település | Lakó    | Választó- polgár | Megyei képviselő |
| -------------------------------- | --------- | ------- | ---------------- | ---------------- |
| Kistelepülések 10 ezer lakóig    | 297       | 182 502 | 139 267          | 29               |
| Középvárosok 10 ezer lakó fölött | 4         | 73 130  | 55 715           | 11               |
| Közgyűlési választókerületek     | 301       | 255 632 | 194 982          | 40               |
| Megyei jogú város Pécs           | 1         | 166 479 | (130 487)        | –                |
| Összesen                         | 302       | 422 111 | (325 469)        | 40               |

Baranya megyében a közgyűlés létszáma 40 fő volt. A kistelepülési választókerületben 29, a középvárosiban pedig 11 képviselőt választhattak meg. Pécs, mint megyei jogú város nem tartozott a megye joghatósága alá, s így polgáraik nem is szavazhattak a megye önkormányzatának összetételéről.
A közgyűlést a megye 296 községének és nagyközségének, illetve öt városának polgárai választhatták meg. A városok közül azonban csak négyben éltek tízezernél többen, így csak ez négy tartozott a középvárosi választókerületbe.
A választásra jogosult polgárok száma 195 ezer volt. A polgárok negyede lakott hatszáz fősnél kisebb községekben, míg harmaduk ötezer fősnél népesebb településeken élt.
A legkevesebb választópolgár a megye déli részén fekvő Markóc (63) és Kemse (64) községekben élt, míg a legtöbb Mohács (15 793), és Komló (22 354) városában lakott.
A választópolgárok eloszlása a két választókerületben nagyjából megfelelt az általuk megválasztható képviselők arányának.
| A közgyűlési választók eloszlása településméret szerint | A közgyűlési választók eloszlása településméret szerint | A közgyűlési választók eloszlása településméret szerint | A közgyűlési választók eloszlása településméret szerint | A közgyűlési választók eloszlása településméret szerint | A közgyűlési választók eloszlása településméret szerint |
| Településméret (lakók száma)                            | Településméret (lakók száma)                            | Település                                               | Választójogosult                                        | Választójogosult                                        | Megjegyzés                                              |
| ------------------------------------------------------- | ------------------------------------------------------- | ------------------------------------------------------- | ------------------------------------------------------- | ------------------------------------------------------- | ------------------------------------------------------- |
|                                                         |                                                         |                                                         |                                                         |                                                         |                                                         |
| Kistelepülési választókerület                           |                                                         |                                                         |                                                         |                                                         |                                                         |
|                                                         | 1 – 600                                                 | 217                                                     | 48 051                                                  | 24,64%                                                  | legkisebb község: Markóc                                |
| 601 – 1 300                                             | 56                                                      | 39 395                                                  | 20,21%                                                  |                                                         |                                                         |
| 1 301 – 3 000                                           | 16                                                      | 27 275                                                  | 13,99%                                                  |                                                         |                                                         |
| 3 001 – 10 000                                          | 8                                                       | 24 546                                                  | 12,59%                                                  | új város: Pécsvárad (1993)                              |                                                         |
|                                                         |                                                         | 297                                                     | 139 267                                                 | 71,43%                                                  |                                                         |
|                                                         |                                                         |                                                         |                                                         |                                                         |                                                         |
| Középvárosi választókerület                             |                                                         |                                                         |                                                         |                                                         |                                                         |
|                                                         | 10 001 – 25 000                                         | 3                                                       | 33 354                                                  | 17,11%                                                  | Siklós, Szigetvár, Mohács                               |
| 25 000 fölött                                           | 1                                                       | 22 354                                                  | 11,47%                                                  | Komló                                                   |                                                         |
|                                                         |                                                         | 4                                                       | 55 708                                                  | 28,57%                                                  |                                                         |
|                                                         |                                                         |                                                         |                                                         |                                                         |                                                         |
| Összesen                                                | Összesen                                                | 301                                                     | 194 975                                                 | 100%                                                    |                                                         |

## Előzmények

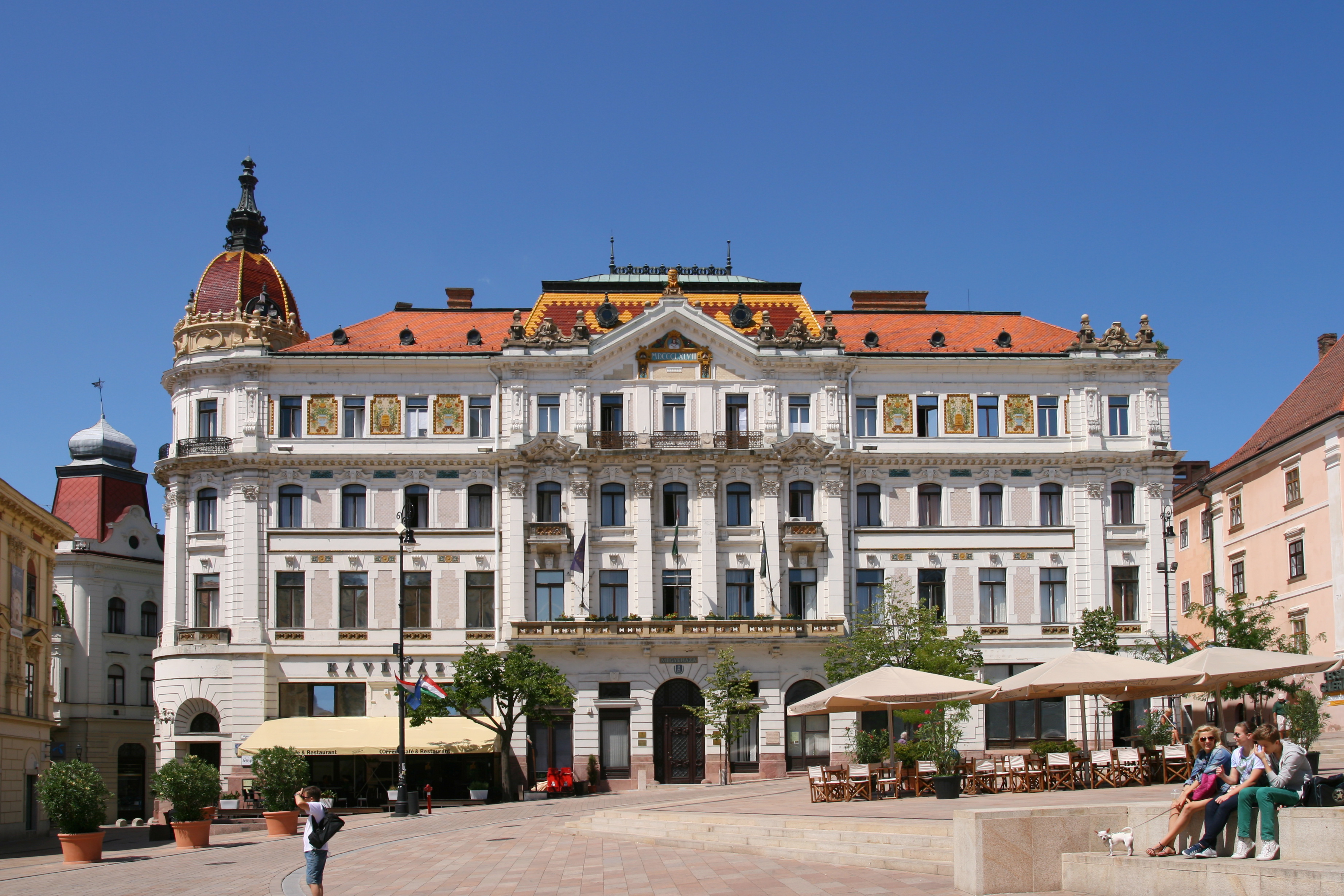
Megyeháza, Pécs

### 1990/91, az első közgyűlés
1990-ben a megyei közgyűléseket közvetett módon választották meg. A választás módjából fakadóan az eredmények párterőviszonyok kifejezésére nem voltak alkalmasak.
Az új önkormányzati rendszerben megválasztott első közgyűlés alakuló ülésére 1990. december 21-én került sor. Elnököt azonban sem ekkor, sem a második ülésnapon nem sikerült választani. Végül az 1991. január 9-én megtartott harmadik ülésen Szűcs Józsefet, a volt megyei tanács pénzügyi osztályvezetőjét választották a közgyűlés elnökévé. Ugyanekkor kapott alelnöki megbízatást Kurucsai Csaba, a korábbi megyei tanács főmunkatársa.

## Jelöltállítás
Tizenhét szervezet vett részt a jelöltállítási folyamatban. A kistelepülési választókerületben 13 listát állítottak, míg a középvárosiban 11-et. A jelöltek száma összesen 383 volt (256+127).
A listák java részét az országos pártok állították, és a jelöltek túlnyomó többsége is az ő listáikon szerepelt. A tizenhét szervezet közül nyolc társadalmi szervezet, egy nemzetiségi szervezet, kettő országgyűlésen kívüli, hat pedig országgyűlési képviselettel bíró párt volt.

### Listák
Lista állításához mind a két választókerületben külön-külön kellett ajánlásokat gyűjteni. Ezen a választáson a többes ajánlás volt érvényben, ami szerint egy választópolgár több listára is adhatott ajánlást. Az ajánlások gyűjtésére bő két hét állt rendelkezésre – november 6. és 21. között. Ez alatt az idő alatt a választókerületi polgárok 0,5%-ának ajánlását kellett megszerezni. A Baranya megyei kistelepülési választókerületben ez 697, a középvárosiban 279 ajánlást jelentett. Lehetőség volt önálló és közös listák állítására is. A közös listák esetében ugyanannyi ajánlásra volt szükség, mint az önállóak esetében. Arra is volt lehetőség, hogy egy szervezet csak az egyik választókerületben állítson listát.
Az országgyűlési pártok mindegyike állított listát mind a két választókerületben. Az országos pártok közül még a Munkáspárt és a Köztársaság Párt rajtvonalhoz állt. A kisgazdák a megyei Polgári Körrel közös listán, a többi párt önállóan indult a választáson.
Baranyáért Szövetség néven állított közös listát a Baranyáért Egyesület és a megyei művelődési szövetség. A kistelepülési kerületben a megyei termelők szövetsége, a falugondnokok és a Parasztszövetség is megmérettette magát. Ugyanitt a Nikolaus Lenau nevét viselő német nemzetiségi egyesületre is szavazhattak a választópolgárok. A középvárosi kerületben a komlóiak városszépítő egyesülete, és a megyei nyugdíjas kamara szállt versenybe a megyeházi képviseletért.
| Kistelepülési választókerület          | Kistelepülési választókerület | Kistelepülési választókerület | Kistelepülési választókerület | Szervezet    | Szervezet                                        | Szervezet    | Szervezet    | Középvárosi választókerület | Középvárosi választókerület | Középvárosi választókerület | Középvárosi választókerület |
| #.                                     | lista neve                    | típusa                        | jelöltek száma                |              | neve                                             | jellege      | hatóköre     | #.                          | lista neve                  | típusa                      | jelöltek száma              |
| -------------------------------------- | ----------------------------- | ----------------------------- | ----------------------------- | ------------ | ------------------------------------------------ | ------------ | ------------ | --------------------------- | --------------------------- | --------------------------- | --------------------------- |
| társadalmi szervezetek                 |                               |                               |                               |              |                                                  |              |              |                             |                             |                             |                             |
| 12.                                    | TESZÖV                        | önálló                        | 4                             |              | Baranya Megyei Mezőgazdasági Termelők Szövetsége | társ.        | megyei       |                             |                             |                             |                             |
| 13.                                    | Falugondnokok                 | önálló                        | 5                             |              | Baranya Megyei Falugondnokok Egyesülete          | társ.        | megyei       |                             |                             |                             |                             |
| 9.                                     | Parasztszövetség              | önálló                        | 5                             |              | Magyar Parasztszövetség                          | társ.        | országos     |                             |                             |                             |                             |
|                                        |                               |                               |                               |              | Nyugdíjasok Baranya Megyei Kamarája              | társ.        | megyei       | 2.                          | Nyugdíjas Kamara            | önálló                      | 5                           |
|                                        |                               |                               |                               |              | Honismereti és Városszépítő Egyesület Komló      | társ.        | helyi        | 1.                          | Komlói Városszépítők        | önálló                      | 9                           |
| 8.                                     | Baranyáért Szövetség          | közös                         | 14                            |              | Baranyáért Egyesület                             | társ.        | megyei       | 8.                          | Baranyáért Szövetség        | közös                       | 6                           |
| 8.                                     | Baranyáért Szövetség          | közös                         | 14                            |              | Művelődési Egyesületek Baranya Megyei Szövetsége | társ.        | megyei       | 8.                          | Baranyáért Szövetség        | közös                       | 6                           |
| nemzetiségi szervezetek                |                               |                               |                               |              |                                                  |              |              |                             |                             |                             |                             |
| 3.                                     | Lenau Egyesület               | önálló                        | 14                            |              | Nikolaus Lenau Közművelődési Egyesület           | nemz.        | helyi        |                             |                             |                             |                             |
| országgyűlésen kívűli pártok           |                               |                               |                               |              |                                                  |              |              |                             |                             |                             |                             |
| 7.                                     | Köztársaság Párt              | önálló                        | 19                            |              | Köztársaság Párt                                 | párt         | országos     | 4.                          | Köztársaság Párt            | önálló                      | 19                          |
| 5.                                     | Munkáspárt                    | önálló                        | 28                            |              | Munkáspárt                                       | párt         | országos     | 5.                          | Munkáspárt                  | önálló                      | 11                          |
| országgyűlési pártok és szövetségeseik |                               |                               |                               |              |                                                  |              |              |                             |                             |                             |                             |
| 6.                                     | MDF                           | önálló                        | 15                            |              | Magyar Demokrata Fórum                           | párt         | országos     | 6.                          | MDF                         | önálló                      | 9                           |
| 4.                                     | SZDSZ                         | önálló                        | 25                            |              | Szabad Demokraták Szövetsége                     | párt         | országos     | 7.                          | SZDSZ                       | önálló                      | 11                          |
| 11.                                    | KDNP                          | önálló                        | 26                            |              | Kereszténydemokrata Néppárt                      | párt         | országos     | 3.                          | KDNP                        | önálló                      | 11                          |
| 1.                                     | FKGP-Polgári Kör              | közös                         | 28                            |              | Független Kisgazda-, Földmunkás- és Polgári Párt | párt         | országos     | 10.                         | FKGP-Polgári Kör            | közös                       | 11                          |
| 1.                                     | FKGP-Polgári Kör              | közös                         | 28                            |              | Polgári Kör Baranyáért Egyesület                 | társ.        | megyei       | 10.                         | FKGP-Polgári Kör            | közös                       | 11                          |
| 10.                                    | Fidesz                        | önálló                        | 33                            |              | Fiatal Demokraták Szövetsége                     | párt         | országos     | 11.                         | Fidesz                      | önálló                      | 15                          |
| 2.                                     | MSZP                          | önálló                        | 40                            |              | Magyar Szocialista Párt                          | párt         | országos     | 9.                          | MSZP                        | önálló                      | 20                          |
| 13 lista                               | 13 lista                      | 13 lista                      | 256                           | 17 szervezet | 17 szervezet                                     | 17 szervezet | 17 szervezet | 11 lista                    | 11 lista                    | 11 lista                    | 127                         |

A többes ajánlás lehetősége miatt bizonytalan az ajánlási folyamatban részt vevő polgárok száma. Annyi bizonyos, hogy legalább 976 polgár közreműködésére volt szükség. Azt feltételezve, hogy a többes ajánlás lehetőségével csak a polgárok fele élt (és azzal is csak egy esetben), akkor közel kilencezer választójogosulttal számolhatunk. Ha pedig senki sem élt volna a többes ajánlás lehetőségvel, akkor több mint tizenkétezer polgár közreműködésére lett volna szükség, ennyi lista állításához. (Ez a választójogosultak 6,2%-ának felel meg.)

### Jelöltek
| Kistelepülési választókerület | Lista | Lista                | Középvárosi választókerület |
| ----------------------------- | ----- | -------------------- | --------------------------- |
| Nórántné dr. Hajós Klára      |       | Baranyáért Szöv.     | Kedves János                |
| Horváth Sándor                |       | Falugondnokok        |                             |
| dr. Mikes Éva                 |       | Fidesz               | Bánki Erik                  |
| dr. Kurucsai Csaba            |       | FKGP-Polgári Kör     | Beok György                 |
| dr. Hargitai János            |       | KDNP                 | Wéber Ádám                  |
|                               |       | Komlói Városszépítők | Szarka Elemér               |
| Róth Tiborné                  |       | Köztársaság Párt     | dr. Erdődy Gyula            |
| Gáspárné Kerner Anna          |       | Lenau Egyesület      |                             |
| Győri József                  |       | MDF                  | dr. Wéber János             |
| dr. Kóbor Gyula               |       | MSZP                 | Varga Péter                 |
| Szilágyi Imre                 |       | Munkáspárt           | Prohászka István            |
|                               |       | Nyugdíjas Kamara     | dr. Bőbel Hubert            |
| dr. Tatai Lajos               |       | Parasztszövetség     |                             |
| Werner József                 |       | SZDSZ                | Unger Attila                |
| Bechtel Ernő                  |       | TESZÖV               |                             |
|                               |       |                      |                             |

| FKGP-Polgári Kör |
| --- |
| |
| dr. Kurucsai Csaba |
| Püski Mátyás |
| Hangya Antal |
| dr. Ács Imre |
| Polgár Zoltán |
| \| További jelöltek \| \| ------------------ \| \| dr. Kernya István \| \| Kreskai János \| \| Varga Zoltán \| \| Ferenc Miklós \| \| Gerlach Gábor \| \| Merk János \| \| ifj. Wágner Antal \| \| dr. Reisz Viktor \| \| Németh János \| \| Völgyi Sándor \| \| Elmer István \| \| Schubert László \| \| Walter József \| \| Szőke Józsefné \| \| Gungl Jánosné \| \| dr. Varga Ádám \| \| Németh István \| \| Kelemen László \| \| Sásdi Nándor \| \| Németh István \| \| Szűcs Vilmos \| \| ifj. Kovácsfi Imre \| \| Taranyi Ádám \| |
| További jelöltek |
| dr. Kernya István |
| Kreskai János |
| Varga Zoltán |
| Ferenc Miklós |
| Gerlach Gábor |
| Merk János |
| ifj. Wágner Antal |
| dr. Reisz Viktor |
| Németh János |
| Völgyi Sándor |
| Elmer István |
| Schubert László |
| Walter József |
| Szőke Józsefné |
| Gungl Jánosné |
| dr. Varga Ádám |
| Németh István |
| Kelemen László |
| Sásdi Nándor |
| Németh István |
| Szűcs Vilmos |
| ifj. Kovácsfi Imre |
| Taranyi Ádám |

| További jelöltek   |
| ------------------ |
| dr. Kernya István  |
| Kreskai János      |
| Varga Zoltán       |
| Ferenc Miklós      |
| Gerlach Gábor      |
| Merk János         |
| ifj. Wágner Antal  |
| dr. Reisz Viktor   |
| Németh János       |
| Völgyi Sándor      |
| Elmer István       |
| Schubert László    |
| Walter József      |
| Szőke Józsefné     |
| Gungl Jánosné      |
| dr. Varga Ádám     |
| Németh István      |
| Kelemen László     |
| Sásdi Nándor       |
| Németh István      |
| Szűcs Vilmos       |
| ifj. Kovácsfi Imre |
| Taranyi Ádám       |

| MSZP |
| --- |
| |
| dr. Kóbor Gyula |
| dr. Tóth Sándor |
| dr. Szűcs József |
| dr. Feledi Éva |
| Czigler János |
| \| További jelöltek \| \| -------------------- \| \| Paizs József Gábor \| \| Bernáth József \| \| Koltai Péter \| \| Nagy Pál \| \| Nagy Ferenc \| \| Bimbó István \| \| Grünwald Géza \| \| Bőhm János \| \| dr. Szűcs Béla \| \| dr. Harasztia Zoltán \| \| dr. Piszér István \| \| Paróczi József \| \| Szilágyi Péter \| \| Garai József \| \| Endrődi Tibor \| \| Werner György \| \| Bátor József \| \| Czigánd Árpád \| \| Molnár János \| \| Kis János \| \| Amigya Antal \| \| dr. Buzási Ernő \| \| Mátis János \| \| Pusztai László \| \| Palotai Ottó \| \| Kontár Kornél \| \| Csipak Lászlóné \| \| Petőh Sándor \| \| Lajos Csaba \| \| dr. Gémes Ferenc \| \| Jóni József \| \| Lukács László \| \| Kállai János \| \| Fórizs Sándor \| \| Horváth József \| |
| További jelöltek |
| Paizs József Gábor |
| Bernáth József |
| Koltai Péter |
| Nagy Pál |
| Nagy Ferenc |
| Bimbó István |
| Grünwald Géza |
| Bőhm János |
| dr. Szűcs Béla |
| dr. Harasztia Zoltán |
| dr. Piszér István |
| Paróczi József |
| Szilágyi Péter |
| Garai József |
| Endrődi Tibor |
| Werner György |
| Bátor József |
| Czigánd Árpád |
| Molnár János |
| Kis János |
| Amigya Antal |
| dr. Buzási Ernő |
| Mátis János |
| Pusztai László |
| Palotai Ottó |
| Kontár Kornél |
| Csipak Lászlóné |
| Petőh Sándor |
| Lajos Csaba |
| dr. Gémes Ferenc |
| Jóni József |
| Lukács László |
| Kállai János |
| Fórizs Sándor |
| Horváth József |

| További jelöltek     |
| -------------------- |
| Paizs József Gábor   |
| Bernáth József       |
| Koltai Péter         |
| Nagy Pál             |
| Nagy Ferenc          |
| Bimbó István         |
| Grünwald Géza        |
| Bőhm János           |
| dr. Szűcs Béla       |
| dr. Harasztia Zoltán |
| dr. Piszér István    |
| Paróczi József       |
| Szilágyi Péter       |
| Garai József         |
| Endrődi Tibor        |
| Werner György        |
| Bátor József         |
| Czigánd Árpád        |
| Molnár János         |
| Kis János            |
| Amigya Antal         |
| dr. Buzási Ernő      |
| Mátis János          |
| Pusztai László       |
| Palotai Ottó         |
| Kontár Kornél        |
| Csipak Lászlóné      |
| Petőh Sándor         |
| Lajos Csaba          |
| dr. Gémes Ferenc     |
| Jóni József          |
| Lukács László        |
| Kállai János         |
| Fórizs Sándor        |
| Horváth József       |

| Lenau Egyesület |
| --- |
| |
| Gáspárné Kerner Anna |
| Michelisz Ferenc |
| Pavlekovicsné Pfaff Erzsébet |
| Baumann Mihály |
| Szugfil József |
| \| További jelöltek \| \| ------------------------ \| \| Hahner János \| \| Englenderné Hock Ibolya \| \| Szilber Éva \| \| Borsodi Gáborné \| \| Lednetzky Ferencné \| \| Korb Zoltán \| \| Kratofilné Zeitvogel Éva \| \| Ulrich Renáta \| \| ifj. Hahn János \| |
| További jelöltek |
| Hahner János |
| Englenderné Hock Ibolya |
| Szilber Éva |
| Borsodi Gáborné |
| Lednetzky Ferencné |
| Korb Zoltán |
| Kratofilné Zeitvogel Éva |
| Ulrich Renáta |
| ifj. Hahn János |

| További jelöltek         |
| ------------------------ |
| Hahner János             |
| Englenderné Hock Ibolya  |
| Szilber Éva              |
| Borsodi Gáborné          |
| Lednetzky Ferencné       |
| Korb Zoltán              |
| Kratofilné Zeitvogel Éva |
| Ulrich Renáta            |
| ifj. Hahn János          |

| SZDSZ |
| --- |
| |
| Werner József |
| Kovács Sándorné |
| Kerner Gyula |
| Kakas Sándor |
| Pörös Béla |
| \| További jelöltek \| \| ------------------- \| \| Vincze Csaba \| \| Pozsonyi István \| \| Metzing József \| \| Bányai Ferenc \| \| Heindl József \| \| Muskát Zoltán \| \| Bédy István \| \| Ember József \| \| Fledrich György \| \| Szirtes Antal \| \| Vasas Csaba \| \| Göndör Pál \| \| Arnold Péter József \| \| Kalányos Sándor \| \| Maurer Péter \| \| Vass József \| \| Kormos János \| \| Bölcsházy Éva \| \| Mindum Károly \| \| Molnár Tamás \| |
| További jelöltek |
| Vincze Csaba |
| Pozsonyi István |
| Metzing József |
| Bányai Ferenc |
| Heindl József |
| Muskát Zoltán |
| Bédy István |
| Ember József |
| Fledrich György |
| Szirtes Antal |
| Vasas Csaba |
| Göndör Pál |
| Arnold Péter József |
| Kalányos Sándor |
| Maurer Péter |
| Vass József |
| Kormos János |
| Bölcsházy Éva |
| Mindum Károly |
| Molnár Tamás |

| További jelöltek    |
| ------------------- |
| Vincze Csaba        |
| Pozsonyi István     |
| Metzing József      |
| Bányai Ferenc       |
| Heindl József       |
| Muskát Zoltán       |
| Bédy István         |
| Ember József        |
| Fledrich György     |
| Szirtes Antal       |
| Vasas Csaba         |
| Göndör Pál          |
| Arnold Péter József |
| Kalányos Sándor     |
| Maurer Péter        |
| Vass József         |
| Kormos János        |
| Bölcsházy Éva       |
| Mindum Károly       |
| Molnár Tamás        |

| Munkáspárt |
| --- |
| |
| Szilágyi Imre |
| Ingácz Jánosné |
| Borbély László |
| Horváth József |
| Takács Imre |
| \| További jelöltek \| \| ------------------- \| \| Nagy József \| \| Schwartz József \| \| Szelláz Sándor \| \| Dallos István \| \| ifj. Kolompár János \| \| Piller Tibor \| \| Zentai László \| \| Reich István \| \| Cserfai Sándor \| \| Dolmán István \| \| Joós Tibor \| \| Orsós László \| \| Árki Zoltán \| \| Kárpáti Éva \| \| Sipos István \| \| Gál Józsefné \| \| Tamás László \| \| Fábos Jenő \| \| Tófei János \| \| Radics József \| \| Csikesz József \| \| Martin József \| \| Ignácz Tünde \| |
| További jelöltek |
| Nagy József |
| Schwartz József |
| Szelláz Sándor |
| Dallos István |
| ifj. Kolompár János |
| Piller Tibor |
| Zentai László |
| Reich István |
| Cserfai Sándor |
| Dolmán István |
| Joós Tibor |
| Orsós László |
| Árki Zoltán |
| Kárpáti Éva |
| Sipos István |
| Gál Józsefné |
| Tamás László |
| Fábos Jenő |
| Tófei János |
| Radics József |
| Csikesz József |
| Martin József |
| Ignácz Tünde |

| További jelöltek    |
| ------------------- |
| Nagy József         |
| Schwartz József     |
| Szelláz Sándor      |
| Dallos István       |
| ifj. Kolompár János |
| Piller Tibor        |
| Zentai László       |
| Reich István        |
| Cserfai Sándor      |
| Dolmán István       |
| Joós Tibor          |
| Orsós László        |
| Árki Zoltán         |
| Kárpáti Éva         |
| Sipos István        |
| Gál Józsefné        |
| Tamás László        |
| Fábos Jenő          |
| Tófei János         |
| Radics József       |
| Csikesz József      |
| Martin József       |
| Ignácz Tünde        |

| MDF |
| --- |
| |
| Győri József |
| dr. Bíró Ferenc |
| dr. Kapronczay József |
| Novacsek János |
| Farkas János Géza |
| \| További jelöltek \| \| -------------------- \| \| Tiffán Ede \| \| Habjánecz Tibor \| \| Bogos Boldizsár \| \| Szilárd Antal \| \| dr. Milosevits Gyula \| \| Schild Csaba Mihály \| \| Szedeli József \| \| Darvas Miklós \| \| Libor István \| \| Schneider Péter \| |
| További jelöltek |
| Tiffán Ede |
| Habjánecz Tibor |
| Bogos Boldizsár |
| Szilárd Antal |
| dr. Milosevits Gyula |
| Schild Csaba Mihály |
| Szedeli József |
| Darvas Miklós |
| Libor István |
| Schneider Péter |

| További jelöltek     |
| -------------------- |
| Tiffán Ede           |
| Habjánecz Tibor      |
| Bogos Boldizsár      |
| Szilárd Antal        |
| dr. Milosevits Gyula |
| Schild Csaba Mihály  |
| Szedeli József       |
| Darvas Miklós        |
| Libor István         |
| Schneider Péter      |

| Köztársaság Párt |
| --- |
| |
| Róth Tiborné |
| Gál József |
| Kiss György |
| ifj. Bakó István |
| Nagy Béla |
| \| További jelöltek \| \| ------------------------ \| \| Győrvári Márk \| \| Moravetz Levente \| \| Schmidt Ferenc \| \| Kovács Dezső \| \| Gyurgyovics István \| \| Rónai László \| \| Bakonyi János \| \| Márta Ernő \| \| Szemes József \| \| Papp Lászlóné \| \| Pataki Ferenc \| \| dr. Kéri Nagy Béla \| \| Györki Judit \| \| Mészárosné Vörös Katalin \| |
| További jelöltek |
| Győrvári Márk |
| Moravetz Levente |
| Schmidt Ferenc |
| Kovács Dezső |
| Gyurgyovics István |
| Rónai László |
| Bakonyi János |
| Márta Ernő |
| Szemes József |
| Papp Lászlóné |
| Pataki Ferenc |
| dr. Kéri Nagy Béla |
| Györki Judit |
| Mészárosné Vörös Katalin |

| További jelöltek         |
| ------------------------ |
| Győrvári Márk            |
| Moravetz Levente         |
| Schmidt Ferenc           |
| Kovács Dezső             |
| Gyurgyovics István       |
| Rónai László             |
| Bakonyi János            |
| Márta Ernő               |
| Szemes József            |
| Papp Lászlóné            |
| Pataki Ferenc            |
| dr. Kéri Nagy Béla       |
| Györki Judit             |
| Mészárosné Vörös Katalin |

| Baranyáért Szöv. |
| --- |
| |
| Nórántné dr. Hajós Klára |
| Nádor Rudolfné |
| Farkas János |
| Pécsi Sándor |
| Balassa Gyula |
| \| További jelöltek \| \| ------------------- \| \| Módenszieder János \| \| Sziveri Mátyásné \| \| Jónás József \| \| Németh Jenő \| \| Dicső László \| \| Lorencsics Zoltánné \| \| Bedő István \| \| Jávorka Csaba \| \| Bischof Ádám \| |
| További jelöltek |
| Módenszieder János |
| Sziveri Mátyásné |
| Jónás József |
| Németh Jenő |
| Dicső László |
| Lorencsics Zoltánné |
| Bedő István |
| Jávorka Csaba |
| Bischof Ádám |

| További jelöltek    |
| ------------------- |
| Módenszieder János  |
| Sziveri Mátyásné    |
| Jónás József        |
| Németh Jenő         |
| Dicső László        |
| Lorencsics Zoltánné |
| Bedő István         |
| Jávorka Csaba       |
| Bischof Ádám        |

| Parasztszövetség |
| ---------------- |
|                  |
| dr. Tatai Lajos  |
| dr. Mérész Győző |
| Kósa Tihamér     |
| Lehőcz János     |
| Orbán Ferenc     |

| Fidesz |
| --- |
| |
| dr. Mikes Éva |
| Bálint Bánk |
| Hehl Zoltán |
| Jámbor Attila |
| dr. Falus István |
| \| További jelöltek \| \| ------------------------ \| \| dr. Falus István \| \| Stadler János \| \| Barta Tibor \| \| Nádorné Ilovay Zsuzsanna \| \| Bíró Bernadett \| \| Sátor Melinda \| \| Pető Sándor \| \| Fischer Erzsébet \| \| dr. Tenyeri Tamás \| \| Becze Ildikó \| \| Pallós Péter \| \| Schipp Ferenc \| \| Horváth Zoltán \| \| Rittlinger József \| \| Koska Éva \| \| Lévai József \| \| Németh Anita \| \| Orbán Dominika \| \| Frick Anita \| \| Lackóné Orbán Adrienn \| \| Frank Zsuzsanna \| \| Emmert József \| \| Szitás Károly \| \| Trombitás Károly \| \| Moór Eszter \| \| De Balsio Antonio \| \| Szabó Tamás \| \| Nagy Csaba \| \| Bősze András \| |
| További jelöltek |
| dr. Falus István |
| Stadler János |
| Barta Tibor |
| Nádorné Ilovay Zsuzsanna |
| Bíró Bernadett |
| Sátor Melinda |
| Pető Sándor |
| Fischer Erzsébet |
| dr. Tenyeri Tamás |
| Becze Ildikó |
| Pallós Péter |
| Schipp Ferenc |
| Horváth Zoltán |
| Rittlinger József |
| Koska Éva |
| Lévai József |
| Németh Anita |
| Orbán Dominika |
| Frick Anita |
| Lackóné Orbán Adrienn |
| Frank Zsuzsanna |
| Emmert József |
| Szitás Károly |
| Trombitás Károly |
| Moór Eszter |
| De Balsio Antonio |
| Szabó Tamás |
| Nagy Csaba |
| Bősze András |

| További jelöltek         |
| ------------------------ |
| dr. Falus István         |
| Stadler János            |
| Barta Tibor              |
| Nádorné Ilovay Zsuzsanna |
| Bíró Bernadett           |
| Sátor Melinda            |
| Pető Sándor              |
| Fischer Erzsébet         |
| dr. Tenyeri Tamás        |
| Becze Ildikó             |
| Pallós Péter             |
| Schipp Ferenc            |
| Horváth Zoltán           |
| Rittlinger József        |
| Koska Éva                |
| Lévai József             |
| Németh Anita             |
| Orbán Dominika           |
| Frick Anita              |
| Lackóné Orbán Adrienn    |
| Frank Zsuzsanna          |
| Emmert József            |
| Szitás Károly            |
| Trombitás Károly         |
| Moór Eszter              |
| De Balsio Antonio        |
| Szabó Tamás              |
| Nagy Csaba               |
| Bősze András             |

| KDNP |
| --- |
| |
| dr. Hargitai János |
| Horváth Ferenc |
| Schütz József |
| dr. Varga-Pál József |
| Ursprung János |
| \| További jelöltek \| \| -------------------------- \| \| Zima István \| \| Szigyártó József \| \| dr. Kapitány József \| \| Hesz Antal \| \| Szabó András \| \| Varga Károly \| \| Terdi Károly \| \| Kovács György \| \| Jászberényiné Nagy Piroska \| \| Környei János \| \| Simon László \| \| Sztanics György \| \| Hoffer János \| \| Kálmán Pál \| \| Sáska Zoltán \| \| dr. Abaligeti Gallus \| \| id. Farkas Jenő \| \| Dobszai Józsefné \| \| Käsz Helmutné \| \| Novák József \| \| Hegedűs István \| |
| További jelöltek |
| Zima István |
| Szigyártó József |
| dr. Kapitány József |
| Hesz Antal |
| Szabó András |
| Varga Károly |
| Terdi Károly |
| Kovács György |
| Jászberényiné Nagy Piroska |
| Környei János |
| Simon László |
| Sztanics György |
| Hoffer János |
| Kálmán Pál |
| Sáska Zoltán |
| dr. Abaligeti Gallus |
| id. Farkas Jenő |
| Dobszai Józsefné |
| Käsz Helmutné |
| Novák József |
| Hegedűs István |

| További jelöltek           |
| -------------------------- |
| Zima István                |
| Szigyártó József           |
| dr. Kapitány József        |
| Hesz Antal                 |
| Szabó András               |
| Varga Károly               |
| Terdi Károly               |
| Kovács György              |
| Jászberényiné Nagy Piroska |
| Környei János              |
| Simon László               |
| Sztanics György            |
| Hoffer János               |
| Kálmán Pál                 |
| Sáska Zoltán               |
| dr. Abaligeti Gallus       |
| id. Farkas Jenő            |
| Dobszai Józsefné           |
| Käsz Helmutné              |
| Novák József               |
| Hegedűs István             |

| TESZÖV         |
| -------------- |
|                |
| Bechtel Ernő   |
| Katics Dezső   |
| Kovács Sándor  |
| Walter Tivadar |
|                |

| Falugondnokok     |
| ----------------- |
|                   |
| Horváth Sándor    |
| Faludi Erika      |
| ifj. Pálfi Lajos  |
| Kovácsevics Pálné |
| Keresztes Sándor  |

| Komlói Városszépítők |
| --- |
| |
| Szarka Elemér |
| Páll Lajos |
| Sarkadi László |
| Adószegi Zoltán |
| Nemesi Árpád |
| \| További jelöltek \| \| ---------------- \| \| Nagy Lászlóné \| \| Kakas István \| \| Huszka Gábor \| \| Bobály János \| |
| További jelöltek |
| Nagy Lászlóné |
| Kakas István |
| Huszka Gábor |
| Bobály János |

| További jelöltek |
| ---------------- |
| Nagy Lászlóné    |
| Kakas István     |
| Huszka Gábor     |
| Bobály János     |

| Nyugdíjas Kamara      |
| --------------------- |
|                       |
| dr. Bőbel Hubert      |
| Puchert János         |
| Siklósi Sándorné      |
| Markó Györgyné        |
| özv. Horváth Károlyné |

| KDNP |
| --- |
| |
| Wéber Ádám |
| Siska Imre |
| Ónozó Lajos |
| Karl Sebestyénné |
| dr. Gyuró Béla |
| \| További jelöltek \| \| ---------------- \| \| Tompity János \| \| Kengyel Miklós \| \| Pataki György \| \| Vörös Pál \| \| dr. Novotny Iván \| \| Andrássy József \| |
| További jelöltek |
| Tompity János |
| Kengyel Miklós |
| Pataki György |
| Vörös Pál |
| dr. Novotny Iván |
| Andrássy József |

| További jelöltek |
| ---------------- |
| Tompity János    |
| Kengyel Miklós   |
| Pataki György    |
| Vörös Pál        |
| dr. Novotny Iván |
| Andrássy József  |

| Köztársaság Párt |
| --- |
| |
| dr. Erdődy Gyula |
| dr. Szabó László |
| dr. Németh Elemér |
| Horváth László |
| dr. Bacsa Barnabásné |
| \| További jelöltek \| \| ---------------------- \| \| dr. Dóra József \| \| dr. Bódis István \| \| Litter Péter \| \| Fogarasi Sándor \| \| Németh István \| \| Weibl Jenőné \| \| Holla Miklós \| \| Horváth József \| \| Turi István \| \| dr. Heim György \| \| Róth Tibor \| \| dr. Pereszlényi László \| \| Vadász Ferenc \| \| Gyozsán József \| |
| További jelöltek |
| dr. Dóra József |
| dr. Bódis István |
| Litter Péter |
| Fogarasi Sándor |
| Németh István |
| Weibl Jenőné |
| Holla Miklós |
| Horváth József |
| Turi István |
| dr. Heim György |
| Róth Tibor |
| dr. Pereszlényi László |
| Vadász Ferenc |
| Gyozsán József |

| További jelöltek       |
| ---------------------- |
| dr. Dóra József        |
| dr. Bódis István       |
| Litter Péter           |
| Fogarasi Sándor        |
| Németh István          |
| Weibl Jenőné           |
| Holla Miklós           |
| Horváth József         |
| Turi István            |
| dr. Heim György        |
| Róth Tibor             |
| dr. Pereszlényi László |
| Vadász Ferenc          |
| Gyozsán József         |

| Munkáspárt |
| --- |
| |
| Prohászka István |
| Pöttendi János |
| Pető József |
| Szeliné Burai Margit |
| Ódor György |
| \| További jelöltek \| \| ---------------- \| \| Kiss Béla \| \| Doszpod Zoltán \| \| Szeibert József \| \| Horváth József \| \| Tibai József \| \| Andrics Ferenc \| |
| További jelöltek |
| Kiss Béla |
| Doszpod Zoltán |
| Szeibert József |
| Horváth József |
| Tibai József |
| Andrics Ferenc |

| További jelöltek |
| ---------------- |
| Kiss Béla        |
| Doszpod Zoltán   |
| Szeibert József  |
| Horváth József   |
| Tibai József     |
| Andrics Ferenc   |

| MDF |
| --- |
| |
| dr. Wéber János |
| dr. Hoppa József |
| Krebsz János |
| Weiszbart József |
| Storcz Róbert |
| \| További jelöltek \| \| --------------------- \| \| dr. Szénás-Máthé Jenő \| \| Pichler Imre \| \| Székely Gábor \| \| dr. Tamás Attila \| |
| További jelöltek |
| dr. Szénás-Máthé Jenő |
| Pichler Imre |
| Székely Gábor |
| dr. Tamás Attila |

| További jelöltek      |
| --------------------- |
| dr. Szénás-Máthé Jenő |
| Pichler Imre          |
| Székely Gábor         |
| dr. Tamás Attila      |

| SZDSZ |
| --- |
| |
| Unger Attila |
| Pálné dr. Kovács Ilona |
| dr. Rodek Gyula |
| dr. Szabó Antal |
| Bernáth László |
| \| További jelöltek \| \| ----------------- \| \| Somogyi László \| \| Bereczki Lajos \| \| Mecseki László \| \| Veszprémi Zoltán \| \| dr. Karádi Kázmér \| \| Ébert Vilmos \| |
| További jelöltek |
| Somogyi László |
| Bereczki Lajos |
| Mecseki László |
| Veszprémi Zoltán |
| dr. Karádi Kázmér |
| Ébert Vilmos |

| További jelöltek  |
| ----------------- |
| Somogyi László    |
| Bereczki Lajos    |
| Mecseki László    |
| Veszprémi Zoltán  |
| dr. Karádi Kázmér |
| Ébert Vilmos      |

| Baranyáért Szöv.                                                  |
| ----------------------------------------------------------------- |
|                                                                   |
| Kedves János                                                      |
| Ravazdi László                                                    |
| dr. Simor Ferenc                                                  |
| Altorjai József                                                   |
| dr. Sági Péter                                                    |
| \| További jelöltek \| \| ---------------- \| \| Cserdi András \| |
| További jelöltek                                                  |
| Cserdi András                                                     |

| További jelöltek |
| ---------------- |
| Cserdi András    |

| MSZP |
| --- |
| |
| Varga Péter |
| dr. Fekete Mátyás |
| Fábos Pál |
| Tóbiás Béla |
| dr. Bognár Zoltán |
| \| További jelöltek \| \| ------------------- \| \| dr. Nyitrati Ferenc \| \| Mayer György \| \| Vas István \| \| Pakusza Zoltán \| \| Kaponyi István \| \| Pamuki István \| \| ifj. Deli Ferenc \| \| dr. Remenyik Ernő \| \| Budaházy György \| \| Vass József \| \| Zentai Béla \| \| Héra Ferencné \| \| Mamuzsits Gergely \| \| dr. Horváth Tamásné \| \| Firkó János \| |
| További jelöltek |
| dr. Nyitrati Ferenc |
| Mayer György |
| Vas István |
| Pakusza Zoltán |
| Kaponyi István |
| Pamuki István |
| ifj. Deli Ferenc |
| dr. Remenyik Ernő |
| Budaházy György |
| Vass József |
| Zentai Béla |
| Héra Ferencné |
| Mamuzsits Gergely |
| dr. Horváth Tamásné |
| Firkó János |

| További jelöltek    |
| ------------------- |
| dr. Nyitrati Ferenc |
| Mayer György        |
| Vas István          |
| Pakusza Zoltán      |
| Kaponyi István      |
| Pamuki István       |
| ifj. Deli Ferenc    |
| dr. Remenyik Ernő   |
| Budaházy György     |
| Vass József         |
| Zentai Béla         |
| Héra Ferencné       |
| Mamuzsits Gergely   |
| dr. Horváth Tamásné |
| Firkó János         |

| FKGP-Polgári Kör |
| --- |
| |
| Beok György |
| Littván József |
| dr. Dénes László |
| Marosán László |
| Hajnal Lászlóné dr. |
| \| További jelöltek \| \| ---------------- \| \| ifj. Tóth Attila \| \| Illés Dániel \| \| Kállinger István \| \| Kollár Anna \| \| Stumpf István \| \| Zubán Fülöp \| |
| További jelöltek |
| ifj. Tóth Attila |
| Illés Dániel |
| Kállinger István |
| Kollár Anna |
| Stumpf István |
| Zubán Fülöp |

| További jelöltek |
| ---------------- |
| ifj. Tóth Attila |
| Illés Dániel     |
| Kállinger István |
| Kollár Anna      |
| Stumpf István    |
| Zubán Fülöp      |

| Fidesz |
| --- |
| |
| Bánki Erik |
| Drávavölgyi Gábor |
| Gelb Miklós |
| Rónai Mária |
| Pávkovics Gábor |
| \| További jelöltek \| \| ---------------- \| \| Gulyás József \| \| Pintér Attila \| \| Imréné Pólya Éva \| \| Hock Zoltán \| \| Soós Péter \| \| Völgyesi László \| \| Kele János \| \| Shrempf Arnold \| \| Horváth Ákos \| \| Szekó József \| |
| További jelöltek |
| Gulyás József |
| Pintér Attila |
| Imréné Pólya Éva |
| Hock Zoltán |
| Soós Péter |
| Völgyesi László |
| Kele János |
| Shrempf Arnold |
| Horváth Ákos |
| Szekó József |

| További jelöltek |
| ---------------- |
| Gulyás József    |
| Pintér Attila    |
| Imréné Pólya Éva |
| Hock Zoltán      |
| Soós Péter       |
| Völgyesi László  |
| Kele János       |
| Shrempf Arnold   |
| Horváth Ákos     |
| Szekó József     |

## A szavazás menete
A választást 1994. december 11-én bonyolították le. A választópolgárok reggel 6 órától kezdve adhatták le a szavazataikat, egészen a 19 órás urnazárásig.
A szavazás rendben zajlott, zavaró körülményről nem született tudósítás.

### Részvétel
| szavazó 54,1% | távolmaradó 45,9% |

| érvényes 92,9% |

| szavazó 54,1% | távolmaradó 45,9% |

| érvényes 92,9% |

Kilenc polgár közül öt ment el szavazni
A 195 ezer szavazásra jogosult polgárból 106 ezer vett részt a választásokon (54%). Közülük igen sokan, hét és fél ezren szavaztak érvénytelenül (7,1%).
Általában elmondható, hogy minél kisebb volt egy település lakóinak a száma, annál magasabb volt a részvételi hajlandóság. Ennek megfelelően, míg a kistelepüléseken a polgárok több mint 60%-a ment el szavazni, addig a középvárosi kerületben ez az arány nem érte el a 38%-ot. A választói kedv Kisdéren és Kemsén volt a legmagasabb (95-95%), a legalacsonyabb pedig Komlón (31%).
Az érvénytelen szavazatok aránya mind a két választókerületben magas volt (7,5%-5,5%).
|  |  |  |
|  |  |  |

|  |  |  |
|  |  |  |

| Részvételi adatok településméret szerint | Részvételi adatok településméret szerint | Részvételi adatok településméret szerint | Részvételi adatok településméret szerint | Részvételi adatok településméret szerint | Részvételi adatok településméret szerint | Részvételi adatok településméret szerint      |
| Lakók száma                              | Lakók száma                              | Település                                | Választó- jogosult                       | Szavazó                                  | Részvétel                                | Legnagyobb/legkisebb részvétel                |
| ---------------------------------------- | ---------------------------------------- | ---------------------------------------- | ---------------------------------------- | ---------------------------------------- | ---------------------------------------- | --------------------------------------------- |
|                                          |                                          |                                          |                                          |                                          |                                          |                                               |
| Kistelepülési választókerület            |                                          |                                          |                                          |                                          |                                          |                                               |
|                                          | 1 – 600                                  | 217                                      | 48 085                                   | 34 545                                   | 71,84%                                   | Kisdér 95,41%, Kemse 95,31% Kisharsány 37,53% |
| 601 – 1 300                              | 56                                       | 39 417                                   | 23 909                                   | 60,66%                                   |                                          | Kisdér 95,41%, Kemse 95,31% Kisharsány 37,53% |
| 1 301 – 3 000                            | 16                                       | 27 282                                   | 14 219                                   | 52,12%                                   | Máza 68,14% Pellérd 35,47%               |                                               |
| 3 001 – 10 000                           | 8                                        | 24 553                                   | 11 893                                   | 48,44%                                   | Máza 68,14% Pellérd 35,47%               |                                               |
|                                          |                                          | 297                                      | 139 337                                  | 84 566                                   | 71,43%                                   |                                               |
|                                          |                                          |                                          |                                          |                                          |                                          |                                               |
| Középvárosi választókerület              |                                          |                                          |                                          |                                          |                                          |                                               |
|                                          | 10 001 – 25 000                          | 3                                        | 33 358                                   | 14 026                                   | 42,05%                                   | Siklós 44,19% Komló 31,25%                    |
| 25 000 fölött                            | 1                                        | 22 361                                   | 6 987                                    | 31,25%                                   |                                          | Siklós 44,19% Komló 31,25%                    |
|                                          |                                          | 4                                        | 55 719                                   | 21 013                                   | 37,71%                                   |                                               |
|                                          |                                          |                                          |                                          |                                          |                                          |                                               |
| Összesen                                 | Összesen                                 | 301                                      | 195 056                                  | 105 579                                  | 54,13%                                   |                                               |

## Eredmények
| Lista | Lista                | Érvényes szavazat | Érvényes szavazat | Küszöb | Küszöb | Képviselő | Képviselő |
| Lista | Lista                | Érvényes szavazat | Érvényes szavazat | kt     | kv     | Képviselő | Képviselő |
| ----- | -------------------- | ----------------- | ----------------- | ------ | ------ | --------- | --------- |
|       | MSZP                 | 23 954            | 24,43%            | ✓      | ✓      | 11        | 27,5%     |
|       | FKGP-Polgári Kör     | 19 743            | 20,13%            | ✓      | ✓      | 8         | 20,0%     |
|       | SZDSZ                | 13 753            | 14,02%            | ✓      | ✓      | 7         | 17,5%     |
|       | MDF                  | 7 081             | 7,22%             | ✓      | ✓      | 3         | 7,5%      |
|       | Fidesz               | 6 204             | 6,33%             | ✓      | ✓      | 3         | 7,5%      |
|       | KDNP                 | 6 107             | 6,23%             | ✓      | ✓      | 3         | 7,5%      |
|       | Baranyáért Szöv.     | 6 223             | 6,35%             | ✓      | ✗      | 2         | 5,0%      |
|       | Munkáspárt           | 4 469             | 4,56%             | ✓      | ⚠      | 1         | 2,5%      |
|       | Köztársaság Párt     | 2 927             | 2,98%             | ✗      | ✓      | 1         | 2,5%      |
|       | Komlói Városszépítők | 1 884             | 1,92%             |        | ✓      | 1         | 2,5%      |
|       | Nyugdíjas Kamara     | 1 059             | 1,08%             |        | ⚠      | 0         |           |
|       | Lenau Egyesület      | 1 249             | 1,27%             | ✗      |        | 0         |           |
|       | TESZÖV               | 1 186             | 1,21%             | ✗      |        | 0         |           |
|       | Falugondnokok        | 1 154             | 1,18%             | ✗      |        | 0         |           |
|       | Parasztszövetség     | 1 077             | 1,10%             | ✗      |        | 0         |           |
|       |                      | 98 070            |                   |        |        | 40        |           |

A három legnagyobb képviselőcsoport együttvéve 26 közgyűlési helyet birtokolt, ami az összes hely majdnem kétharmadát jelentette. A legtöbb képviselő az MSZP (11 fő) csoportjában ült, a második és harmadik helyet az FKGP-Polgári Kör (8 fő) és az SZDSZ (7 fő) csoportja foglalta el.
A további 14 képviselői helyen hét szervezet osztozott. Három-három képviselője volt az MDF-nek, a Fidesz-nek és a KDNP-nek. Két fővel vett részt a megyeháza munkájában a Baranyáért Szövetség, míg további három szervezet jutott egy-egy képviselői székhez. Utóbbiak közül a Munkáspártnak bár mind a két választókerületben átlépte a küszöböt, csak a kistelepülési listavezetője került be a közgyűlésbe, míg a Köztársaság Pártnak és a Komlói Városszépítőknek a középvárosokban sikerült elegendő számú polgár bizalmát elnyerni.
A Nyugdíjas Kamara bár a középvárosi kerületben átlépte a 4%-os küszöböt, mégsem jutott képviselői helyhez. Négy további szervezet pedig, amelyek csak a kistelepülési kerületben állítottak listát, nem kerültek be a közgyűlésbe.

### Választókerületenként
| Lista    | Lista            | Érvényes szavazat | Érvényes szavazat | Küszöb | Képviselő | Képviselő |
| -------- | ---------------- | ----------------- | ----------------- | ------ | --------- | --------- |
|          | MSZP             | 19 001            | 24,30%            | ✓      | 8         | 27,6%     |
|          | FKGP-Polgári Kör | 17 705            | 22,64%            | ✓      | 7         | 24,1%     |
|          | SZDSZ            | 10 641            | 13,61%            | ✓      | 5         | 17,2%     |
|          | Baranyáért Szöv. | 5 671             | 7,25%             | ✓      | 2         | 6,9%      |
|          | MDF              | 5 534             | 7,08%             | ✓      | 2         | 6,9%      |
|          | Fidesz           | 5 021             | 6,42%             | ✓      | 2         | 6,9%      |
|          | KDNP             | 4 992             | 6,38%             | ✓      | 2         | 6,9%      |
|          | Munkáspárt       | 3 485             | 4,46%             | ✓      | 1         | 3,4%      |
|          | Köztársaság Párt | 1 488             | 1,90%             | ✗      | 0         |           |
|          | Lenau Egyesület  | 1 249             | 1,60%             | ✗      | 0         |           |
|          | TESZÖV           | 1 186             | 1,52%             | ✗      | 0         |           |
|          | Falugondnokok    | 1 154             | 1,48%             | ✗      | 0         |           |
|          | Parasztszövetség | 1 077             | 1,38%             | ✗      | 0         |           |
| Összesen | Összesen         | 78 204            |                   | 8/13   | 29        |           |

| Lista    | Lista                | Érvényes szavazat | Érvényes szavazat | Küszöb | Képviselő | Képviselő |
| -------- | -------------------- | ----------------- | ----------------- | ------ | --------- | --------- |
|          | MSZP                 | 4 953             | 24,93%            | ✓      | 3         | 27,3%     |
|          | SZDSZ                | 3 112             | 15,66%            | ✓      | 2         | 18,2%     |
|          | FKGP-Polgári Kör     | 2 038             | 10,26%            | ✓      | 1         | 9,1%      |
|          | Komlói Városszépítők | 1 884             | 9,48%             | ✓      | 1         | 9,1%      |
|          | MDF                  | 1 547             | 7,79%             | ✓      | 1         | 9,1%      |
|          | Köztársaság Párt     | 1 439             | 7,24%             | ✓      | 1         | 9,1%      |
|          | Fidesz               | 1 183             | 5,95%             | ✓      | 1         | 9,1%      |
|          | KDNP                 | 1 115             | 5,61%             | ✓      | 1         | 9,1%      |
|          | Nyugdíjas Kamara     | 1 059             | 5,33%             | ⚠      | 0         |           |
|          | Munkáspárt           | 984               | 4,95%             | ⚠      | 0         |           |
|          | Baranyáért Szöv.     | 552               | 2,78%             | ✗      | 0         |           |
| Összesen | Összesen             | 19 866            |                   | 8/11   | 11        |           |

A választás javarészt a kistelepülési választókerületben dőlt el, hiszen abban 29, míg a középvárosi kerületben csupán 11 képviselői helyet osztottak ki.
A kistelepülési választókerületben 78 ezer érvényes szavazatot számoltak össze a szavazatszámláló bizottságok tagjai. Az első helyért szoros versenyfutás zajlott, végül az MSZP listája a szavazatok szűk negyedét besöpörve végzett az élen. Tőlük bő ezer szavazattal maradt el a kisgazdák és a baranyai Polgári Kör közös listája. Harmadik helyre az SZDSZ listája futott be, bő tízezer rájuk leadott vokssal. Az MSZP 8, az FKGP-Polgári Kör 7, az SZDSZ pedig 5 képviselői helyhez jutott a kistelepülési választók bizalmából. A kistelepülési választókerületben a 4%-os küszöböt 3129 szavazat jelentette. Ezt még további öt listának sikerült meghaladnia. Hasonló eredményt elérve jutott be a közgyűlésbe a Baranyáért Szövetség, az MDF, a Fidesz és a KDNP két-két képviselője is. A Munkáspárt szűk fél százalékkal lépte a bejutási küszöböt, így egy képviselőt ők is delegálhattak a megye közgyűlésébe. Kimaradt további öt szervezet, mindegyikük 1-2 százalékos támogatottságot tudott fölmutatni.
A középvárosi választókerületben közel 20 ezer érvényes szavazatot adtak le a választópolgárok. A voksok negyede az MSZP listájára érkezett, közel hatoda pedig az SZDSZ listájára. A szocialisták három, a liberálisok két képviselőt küldhettek a megyeházára. További hat listáról egy-egy képviselő jutott be a közgyűlésbe, ám a rájuk leadott szavazatok mértéke igen eltérő volt. A kisgazdák és a megyei Polgári Kör bő 10%-ot kaptak, míg a KDNP alig 5 és fél százalékot. E két véglet közötti eredményt ért el a komlóiak városszépítő egyesülete, az MDF, a Köztársaság Párt és a Fidesz. A középvárosi választókerületben 795 szavazatra volt szükség a 4%-os küszöb eléréséhez. Ezt még két további szervezet érte el. Ám a mandátumkiosztás sajátosságaiból fakadóan sem a Nyugdíjas Kamara, sem a Munkáspárt nem jutott képviselői helyhez. A Baranyai Szövetség támogatóinak száma több mint háromszázzal a küszöb alatt maradt.
| Lista | Lista            | Választó- kerület | Eltérés  | Eltérés |
| Lista | Lista            | Választó- kerület | Szavazat | %p      |
| ----- | ---------------- | ----------------- | -------- | ------- |
|       | Munkáspárt       | kistelepülési     | 356      | +0,46   |
|       | Munkáspárt       | középvárosi       | 189      | +0,95   |
|       | Nyugdíjas Kamara | középvárosi       | 264      | +1,33   |
|       |                  |                   |          |         |

Két lista eredménye esett a küszöb ±1%-os vonzáskörzetébe, mindkettő át is lépte azt, és mind a kettő a Munkáspárté volt. Ám – a fentebb már említett okok miatt – a középvárosi kerületben ezért nem járt képviselői hely. S ugyanígy járt a Nyugdíjasok Kamarája is, amely pedig több mint 1%-kal teljesített a küszöb fölött, mégis mandátum nélkül maradt.

## Az új közgyűlés
| \| 11 \| 8 \| 7 \| 3 \| 3 \| 3 \| 2 \| 1 \| 1 \| 1 \| |                      |            |            |   |   |   |   |   |   |
| Listák                                                | Listák               | Képviselők | Képviselők |   |   |   |   |   |   |
|                                                       | MSZP                 | 11         | 27,5%      |   |   |   |   |   |   |
|                                                       | FKGP-Polgári Kör     | 8          | 20,0%      |   |   |   |   |   |   |
|                                                       | SZDSZ                | 7          | 17,5%      |   |   |   |   |   |   |
|                                                       | MDF                  | 3          | 7,5%       |   |   |   |   |   |   |
|                                                       | Fidesz               | 3          | 7,5%       |   |   |   |   |   |   |
|                                                       | KDNP                 | 3          | 7,5%       |   |   |   |   |   |   |
|                                                       | Baranyáért Szöv.     | 2          | 5,0%       |   |   |   |   |   |   |
|                                                       | Munkáspárt           | 1          | 2,5%       |   |   |   |   |   |   |
|                                                       | Köztársaság Párt     | 1          | 2,5%       |   |   |   |   |   |   |
|                                                       | Komlói Városszépítők | 1          | 2,5%       |   |   |   |   |   |   |
| Összesen                                              | Összesen             | 40         |            |   |   |   |   |   |   |
| 11                                                    | 8                    | 7          | 3          | 3 | 3 | 2 | 1 | 1 | 1 |

| Elnök          | Elnök | Elnök       |
| -------------- | ----- | ----------- |
| Werner József  |       |             |
|                |       |             |
| SZDSZ          |       |             |
|                |       |             |
| Alelnökök      |       |             |
| Kurucsai Csaba |       | Polgári Kör |
| Hargitai János |       | KDNP        |
|                |       |             |

Az új közgyűlés alakuló ülésére december 21-én került sor. A megelőző napokban hosszas és fordulatos egyeztetést folytattak a nagyobb pártok. Eleinte egy MSZP-SZDSZ koalíció körvonalai rajzolódtak ki. Ám az elnökjelölt személye körül vita alakult ki: az SZDSZ nem fogadta el az MSZP jelöltjét, az elnöki hivatalban lévő Szűcs Józsefet. Később egy olyan nagykoalíciós elképzelés merült föl, amelyben a jobboldali pártok és az SZDSZ közösen vettek volna részt. Ebben a fölállásban az SZDSZ adta volna a közgyűlés elnökét.
Az alakuló ülésen végül ez utóbbi forgatókönyv vált valóra. Az FKGP-Polgári Kör, az SZDSZ, az MDF, a Fidesz és a KDNP együttműködése 24 képviselővel biztosította a többséget a negyven fős közgyűlésben. A közgyűlés elnökévé az SZDSZ kistelepülési listavezetőjét, Werner Józsefet választották. Két alelnök személyéről is döntöttek: Kurucsai Csaba a Polgári Kör jelöltjeként (az FKGP-vel közös listáról) került a közgyűlésbe, míg Hargitai János a KDNP színeiben nyerte el a megbízatását.
Alig fél évvel később azonban a szocialisták összeférhetetlenséggel vádolták meg a közgyűlés elnökét. Ezek szerint Werner József a hivatalba lépése után még hónapokkal is egy gazdasági társaság ügyvezető igazgatója volt, ami a törvényes előírások szerint nem lehetséges. Ezért június végén lemondásra kényszerült.
Augusztus elejéig úgy tűnt, hogy az eredeti koalíció új elnökjelöltje veheti át a közgyűlés vezetését. Augusztus 2-án azonban meglepetésszerűen az MSZP jelöltjét Tóth Sándort választották elnökké, 21 támogató szavazattal. A pálfordulást az FKGP-Polgári Kör képviselőcsoportja hajtotta végre. A két alelnök a helyén maradt. Az 1998-as őszi önkormányzati választásokig a megye vezetésében további nagyobb változás nem történt.

### A megválasztott képviselők
| MSZP               |
| ------------------ |
|                    |
| kistelepülések     |
| dr. Kóbor Gyula    |
| dr. Tóth Sándor    |
| dr. Szűcs József   |
| dr. Feledi Éva     |
| Czigler János      |
| Paizs József Gábor |
| Bernáth József     |
| Koltai Péter       |
| középvárosok       |
| Varga Péter        |
| dr. Fekete Mátyás  |
| Fábos Pál          |

| FKGP-Polgári Kör   |
| ------------------ |
|                    |
| kistelepülések     |
| dr. Kurucsai Csaba |
| Püski Mátyás       |
| Hangya Antal       |
| dr. Ács Imre       |
| Polgár Zoltán      |
| dr. Kernya István  |
| Kreskai János      |
| középvárosok       |
| Beok György        |

| SZDSZ                  |
| ---------------------- |
|                        |
| kistelepülések         |
| Werner József          |
| Kovács Sándorné        |
| Kerner Gyula           |
| Kakas Sándor           |
| Pörös Béla             |
| középvárosok           |
| Unger Attila           |
| Pálné dr. Kovács Ilona |

| MDF             |
| --------------- |
|                 |
| kistelepülések  |
| Győri József    |
| dr. Bíró Ferenc |
| középvárosok    |
| dr. Wéber János |

| Fidesz         |
| -------------- |
|                |
| kistelepülések |
| dr. Mikes Éva  |
| Bálint Bánk    |
| középvárosok   |
| Bánki Erik     |

| KDNP               |
| ------------------ |
|                    |
| kistelepülések     |
| dr. Hargitai János |
| Horváth Ferenc     |
| középvárosok       |
| Wéber Ádám         |

| Baranyáért Szöv.         |
| ------------------------ |
|                          |
| kistelepülések           |
| Nórántné dr. Hajós Klára |
| Nádor Rudolfné           |

| Munkáspárt     |
| -------------- |
|                |
| kistelepülések |
| Szilágyi Imre  |

| Köztársaság Párt |
| ---------------- |
|                  |
| középvárosok     |
| dr. Erdődy Gyula |

| Komlói Városszépítők |
| -------------------- |
|                      |
| középvárosok         |
| Szarka Elemér        |

### MTI hírek
- http://archiv1988-2005.mti.hu

A Magyar Távirati Iroda archívuma elérhető a világhálón, abban az 1988 óta megjelent hírek szabadon kereshetők. Ugyanakkor a honlap olyan technológiával készült, hogy az egyes hírekre nem lehet közvetlen hivatkozást (linket) megadni. Így a kereséshez szükséges alapadatok megadásával újra ki kell keresni az adott hírt (cím kulcsszavai, dátum).
1. ↑  MTI hírek: „Elnapolták a Baranya Megyei Közgyűlést”, Magyar Távirati Iroda, 1990. december 21. (Hozzáférés: 2017. július 18.) , „Másodszor is elnapolták a baranyai megyegyűlést”, Magyar Távirati Iroda, 1990. december 28. (Hozzáférés: 2017. július 18.) , „Elnököt választott a baranyai önkormányzat”, Magyar Távirati Iroda, 1991. január 9. (Hozzáférés: 2017. július 18.)
2. ↑  „Baranya: kisebbségben a győztes szocialisták”, Magyar Távirati Iroda, 1994. december 21. (Hozzáférés: 2017. július 18.)
3. ↑  „Lemondott a Baranya Megyei Közgyűlés elnöke”, Magyar Távirati Iroda, 1995. június 30. (Hozzáférés: 2017. július 18.)
4. ↑  „Szocialista megyei elnök Baranyában - Egy képviselő lemondott”, Magyar Távirati Iroda, 1995. augusztus 2. (Hozzáférés: 2017. július 18.)